# The Jackbox Party Pack
The Jackbox Party Pack — серія вечіркових відеоігор, розроблених студією Jackbox Games для різних платформ. Нові ігри виходять майже щорічно, починаючи з 2014 року. Кожна частина містить п'ять ігор, у які можна грати групами різного розміру, включно з потоковими сервісами, такими як Twitch, які надають засоби для участі аудиторії.

## Історія
Jellyvision[що це?] зарекомендувала себе своєю серією «нешанобливих вікторин» «You Don't Know Jack». Хоча ця серія наприкінці 1990-х була успішною, Jellyvision не змогла легко перейти від комп'ютерних ігор до домашніх консольних ігор, і до 2001 року всі співробітники Jellyvision, окрім шести, були звільнені. Компанія зосередилася на розробці програмного забезпечення для бізнес-рішень, зокрема, пропонуючи програмне забезпечення своїм клієнтам, щоб допомогти вже їхнім клієнтам отримати складні форми або інші види підтримки.
У 2008 році Jellyvision, яка тепер називалася The Jellyvision Lab, помітила, що мобільні ігри процвітають, тому створила невелику дочірню компанію Jellyvision Games, щоб переробити You Don't Know Jack спочатку для консолей у версії 2011 року, потім для мобільних пристроїв і Facebook користувачів із наразі неіснуючою версією 2012 року. Ця остання версія мала великий успіх і змусила студію зосередитися на розробці подібних ігор, перейменувавши у 2013 році студію на Jackbox Games.
Серед ігор-матчів, які розробила студія, були Lie Swatter, Clone Booth і Word Puttz, які зазвичай розроблялися як ігри для одного гравця або для гри асинхронно з іншими гравцями. Однією з наступних ключових ігор стала гра Fibbage 2014 року, яка дозволяє одночасно грати до восьми гравців, один з яких може використовувати пряму трансляцію або грати з людьми в одній кімнаті. Інші гравці братимуть участь, використовуючи веббраузер або мобільний пристрій, щоб під'єднатися до потокової гри гравця через сервери Jackbox і надати свої відповіді.
З успіхом Fibbage Jackbox Games вирішили, що вони можуть продавати комплекти зі схожих нових ігор та перероблених, з використанням потокових технологій, старих ігор. Це лягло в основу «The Jackbox Party Pack», першого комплекту ігор, випущеного у 2014 році, який включав оновлені версії You Don't Know Jack та Fibbage, перероблену для багатокористувацької гри версію Lie Swatter та дві нові гри. Компанія розглядала це як нову модель розробки, яка дозволяла їм щороку випускати нові комплекти, експериментувати з різними форматами ігор та мати вищу цінність у порівнянні з одноразовими іграми.
Наступні комплекти «The Jackbox Party Pack» включали вдосконалення наявних ігор, підтримку більшої кількості гравців, у тому числі можливість участі глядачів, краще керування вмістом для етерів (наприклад, модерування образливих термінів у відповідях) і можливість створювати власні ігри. Ключовою частиною ігор серії «The Jackbox Party Pack» є простий, для гравців, спосіб приєднуватися до ігор, і, за словами генерального директора Jackbox Games Майка Білдера, вони витратили близько року, працюючи над створенням своїх серверів і програмного забезпечення, щоб забезпечити гнучку архітектуру для гравців, а також зручний мобільний і вебінтерфейс, що підходитимуть для будь-якої з ігор і уникнувши того, щоб гравці завантажували якісь програми для початку гри.
За словами Алларда Лабана, креативного керівника Jellyvision Labs і Jackbox Games, вони обирали ігри для включення в комплекти таким чином: вони дозволяли команді подавати конкретні ідеї та тестували їх за допомогою випробувань «ручкою та папером». Лабан заявив, що для «The Jackbox Party Pack 4» у них було понад п'ятдесят випробуваних концепцій, які вони звузили до чотирьох нових ігор, завершивши комплект покращеною версією Fibbage. Деяким іграм, таким як Fakin' It, знадобилося кілька років, щоб отримати правильний ігровий процес та механіку, щоб зробити їх відповідною грою для включення у комплект.
Перші шість комплектів «The Jackbox Party Pack» знову привернули увагу до себе під час пандемії COVID-19 як спосіб для багатьох людей брати участь у соціальній взаємодії, дотримуючись при цьому соціального дистанціювання. Від 1 травня 2020 року Jackbox Games провели десять спеціальних прямих трансляцій Celebrity Jackbox, щоб підтримати благодійні організації, пов'язані з COVID-19; на них були присутні знаменитості, які грали в різні ігри серії «The Jackbox Party Pack» разом із глядачами. Jackbox Games заявили, що їх база гравців подвоїлася зі 100 мільйонів гравців у 2019 році до 200 мільйонів у жовтні 2020 року через локдаун суспільства. Jackbox Games покращили потужність серверів та зручність використання служби потокового передавання, а також випустили окрему версію Quiplash 2 під назвою «InterLASHional» яка містила французьку, німецьку, італійську та іспанську мови.
У грудні 2020 року Jackbox Games випустили розширення Twitch для стримерів, яке дозволило глядачам їх каналів брати участь в іграх серії «The Jackbox Party Pack» через інтерфейс Twitch.

## Ігровий процес
Більшість ігор у комплектах «The Jackbox Party Pack» призначені для онлайн-ігор, тому володіти та запускати гру потрібно лише одній особі. Решта гравців можуть бути поруч з першим гравцем і бачити гру через його комп'ютер чи консоль, або ж можуть бути віддаленими і спостерігати за грою через потокові медіасервіси. Усі гравці, локальні чи віддалені, використовують пристрої з підтримкою інтернету, включаючи персональні комп'ютери та мобільні чи планшетні пристрої, щоб ввести наданий «код кімнати» на виділених для входу в гру серверах Jackbox Games, або можуть використовувати розширення Twitch, кероване стримером, щоб дозволити глядачам грати безпосередньо через засіб перегляду Twitch. Ігри зазвичай обмежуються 4-8 активними гравцями, але будь-які інші гравці, які підключаються до кімнати після підключення цих гравців, стають глядачами, які можуть впливати на визначення очок і на перемогу.
У кожній грі зазвичай є період, коли всім гравцям надається певний тип підказки. Ця підказка з'являється на окремих пристроях і дає гравцям достатньо часу, щоб ввести свою відповідь або розіграти, якщо це необхідно, і може бути налаштована для врахування примусових затримок потокового передавання, які вимагають деякі потокові сервіси. Потім гра збирає та обробляє всі відповіді, а потім часто дає гравцям можливість проголосувати за найкращу відповідь або малюнок. Часто глядачі також можуть брати участь, голосуючи як група. Ігри тривають кілька раундів, після чого оголошується переможець, який, як правило, набрав найбільшу кількість балів.
Вісім із дев'яти комплектів розроблено з рейтингом ESRB Teen за замовчуванням, з опцією для сімейного перегляду, яка дозволяє цензурувати певні запитання та коментарі гравців, однак «The Jackbox Party Pack 8» має рейтинг ESRB Everybody 10+.

## Платформи
Усі комплекти доступні на PlayStation 4, Xbox One, Microsoft Windows, macOS і Linux, Apple TV, iPad, Android TV, Amazon Fire TV і Nvidia Shield TV. Перші два комплекти — єдині комплекти, які доступні на PlayStation 3, а лише перший — ще й на Xbox 360. Починаючи з 13 квітня 2017 року комплекти стали доступні на Nintendo Switch, з січня 2018 року — на Xfinity X1, а з 14 жовтня 2021 року — і на PlayStation 5 та Xbox Series X/S. У періоді з 16 листопада 2021 року по 21 грудня 2021 року комплекти також були доступні на Google Stadia.

## Ігри
| Комплект | Ігри                              | Ігри                                                         |
| -------- | --------------------------------- | ------------------------------------------------------------ |
| 1        | Drawful                           | укр. «Малювач»                                               |
| 1        | Fibbage XL                        | укр. «Брехалище XL» / «Маячниця XL»                          |
| 1        | Lie Swatter                       | укр. «Мухи-брехухи»                                          |
| 1        | Word Spud                         | укр. «Словопля» / «Словобуд»                                 |
| 1        | You Don't Know Jack 2015          | укр. «Ти не знаєш Джека 2015» / «А голову ти не забув? 2015» |
| 2        | Bidiots                           | укр. «Дурбеціон»                                             |
| 2        | Bomb Corp.                        | укр. «Бомб Корп.»                                            |
| 2        | Earwax                            | укр. «Звукач»                                                |
| 2        | Fibbage 2                         | укр. «Брехалище 2» / «Маячниця 2»                            |
| 2        | Quiplash XL                       | укр. «Сміхрясь XL» / «Жартлист XL»                           |
| 3        | Fakin' It                         | укр. «Надурисвіт» / «СимулянТИ!»                             |
| 3        | Guesspionage                      | укр. «Шпигадаш» / «Нашшпигунаш»                              |
| 3        | Tee K.O.                          | укр. «Футбол К.О.»                                           |
| 3        | Trivia Murder Party               | укр. «Смертельні вечорниці» / «Вбивча вікторина»             |
| 3        | Quiplash 2                        | укр. «Сміхрясь 2» / «Жартлист 2»                             |
| 4        | Bracketeering                     | укр. «Жартурнір»                                             |
| 4        | Civic Doodle                      | укр. «Громадська мазня» / «Місто фарб»                       |
| 4        | Fibbage 3                         | укр. «Брехалище 3» / «Маячниця 3»                            |
| 4        | Monster Seeking Monster           | укр. «Монстр шукає монстра»                                  |
| 4        | Survive the Internet              | укр. «Вижити в інтернеті»                                    |
| 5        | Mad Verse City                    | укр. «Місто шалених рим»                                     |
| 5        | Patently Stupid                   | укр. «Творимо патенти»                                       |
| 5        | Split the Room                    | укр. «Розділи кімнату»                                       |
| 5        | You Don't Know Jack: Full Stream  | укр. «А голову ти не забув? На повну»                        |
| 5        | Zeeple Dome                       | укр. «Купол Зіпол»                                           |
| 6        | Dictionarium                      | укр. «Словникаріум»                                          |
| 6        | Joke Boat                         | укр. «Жартоплав»                                             |
| 6        | Push the Button                   | укр. «Тисни на кнопку»                                       |
| 6        | Role Models                       | укр. «Аналіз ролі»                                           |
| 6        | Trivia Murder Party 2             | укр. «Смертельні вечорниці 2» / «Вбивча вікторина 2»         |
| 7        | Blather 'Round                    | укр. «Густі балачки»                                         |
| 7        | Champ'd Up                        | укр. «ЧемпіонАРТ»                                            |
| 7        | Talking Points                    | укр. «Мова слайдів» / «На пальцях»                           |
| 7        | The Devils and the Details        | укр. «Дияволи й деталі» / «Дияволи в дрібницях»              |
| 7        | Quiplash 3                        | укр. «Сміхрясь 3» / «Жартлист 3»                             |
| 8        | Drawful: Animate                  | укр. «Малювач: Анімач»                                       |
| 8        | Job Job                           | укр. «Справна справа»                                        |
| 8        | The Poll Mine                     | укр. «Питальні копальні»                                     |
| 8        | The Wheel of Enormous Proportions | укр. «Колесо надзвичайних масштабів»                         |
| 8        | Weapons Drawn                     | укр. «Мальовниче вбивство»                                   |
| 9        | Fibbage 4                         | укр. «Брехалище 4» / «Маячниця 4»                            |
| 9        | Junktopia                         | укр. «Сміттєтопія»                                           |
| 9        | Nonsensory                        | укр. «Нонсенітниця»                                          |
| 9        | Roomerang                         | укр. «Квартиранг»                                            |
| 9        | Quixort                           | укр. «Швидкосорт»                                            |
| 10       | Dodo Re Mi                        | укр. «Додо Ре Мі»                                            |
| 10       | Fixy Text                         | укр. «Текст-о-прав»                                          |
| 10       | Hypnotorious                      | укр. «Гіпнотерія»                                            |
| 10       | Tee K.O. 2                        | укр. «Футбол К.О. 2»                                         |
| 10       | Timejinx                          | укр. «Час див»                                               |

| Комплект     | Ігри                     | Ігри                                                 |
| ------------ | ------------------------ | ---------------------------------------------------- |
| Starter Pack | Quiplash 3               | укр. «Сміхрясь 3» / «Жартлист 3»                     |
| Starter Pack | Tee K.O                  | укр. «Футбол К.О.»                                   |
| Starter Pack | Trivia Murder Party 2    | укр. «Смертельні вечорниці 2» / «Вбивча вікторина 2» |
| Naughty Pack | Fakin’ It All Night Long | Fakin’ It All Night Long                             |
| Naughty Pack | Dirty Drawful            |                                                      |
| Naughty Pack | Let Me Finish            |                                                      |

### The Jackbox Party Pack(2014)
«The Jackbox Party Pack» був випущений на PlayStation 3, PlayStation 4 і Xbox One 19 листопада 2014 року, а на Microsoft Windows і macOS — 26 листопада 2014 року. Версія для Xbox 360 була випущена 3 листопада 2015 року разом із роздрібними випусками для цих консольних платформ, опублікованими Telltale Games. Версія для Nintendo Switch була випущена 17 серпня 2017 року.
Містить наступні ігри:
- You Don't Know Jack 2015 (укр. «Ти не знаєш Джека 2015» / «А голову ти не забув? 2015») — гра призначена для 1–4 гравців і базується на стандартному форматі ігор You Don't Know Jack. У раунді до чотирьох гравців, яким поставлено завдання відповісти на питання вікторини з кількома варіантами відповідей, представлені незрозуміло у форматі гри «висока культура зустрічається з поп-культурою». Гравці заробляють у грі гроші за правильні відповіді за короткий проміжок часу та втрачають гроші за неправильні відповіді. Відсутність відповіді не дає гравцеві грошей. У багатокористувацьких іграх також є «закрути» (англ. screws), коли один гравець може змусити іншого відповісти негайно та може отримати бонус, якщо «закручений» гравець відповість неправильно або не відповість. Перемагає гравець, який набрав найбільше грошей.
- Drawful (гра слів: draw - малювати, awful - жахливо та owl - сова) (укр. «Малювач») — гра розрахована на 3–8 гравців і є малювальною грою. Кожен раунд починається з того, що кожен гравець окремо отримує грайливу фразу та полотно для малювання на своєму локальному пристрої. У них є небагато часу, щоб намалювати цю фразу. Після цього кожне зображення представляється всім гравцям, і гравці, крім художника, повинні ввести фразу, яку, на їхню думку, представляє зображення. Потім усі ці відповіді разом із фактичною фразою для цього зображення, які написали гравці, виводяться на екран, і гравці голосують за фразу, яка, на їхню думку, було оригінальною. Художник зображення отримує бали за кожного іншого гравця, який вгадав його оригінальну фразу, а ті, хто написав інші фрази, отримують бали за голоси, які отримує їхня фраза. Якщо гравець вибирає відповідь-приманку, він не отримує жодних балів. Перемагає гравець, який набрав найбільшу кількість очок.
- Word Spud (гра слів: word - слово, spud - картопля, картоплина) (укр. «Словопля» / «Словобуд») — гра призначена для 2–8 гравців і є грою на асоціації слів. Представляється слово, і один гравець за раз придумує слово, яке з ним асоціюється. Гравці, що залишилися, голосують, чи асоціація хороша, чи ні, і гравець, який придумав асоціацію, отримує бали, якщо вона отримує найбільшу кількість вподобайок, і втрачає бали, якщо вона отримує найбільшу кількість невподобок. Після цього наступний гравець починає з нового слова, щоб придумати нову асоціацію, і гра продовжується. Перемагає гравець, який набрав найбільшу кількість очок.
- Lie Swatter (укр. «Мухи-брехухи») — гра призначена для 1–100 гравців і є багатокористувацькою версією однокористувацького мобільного застосунку, який Jackbox Games випустили до The Jackbox Party Pack. Гра змушує до 100 гравців правильно здогадатися, чи є представлені твердження правдивими, «вибиваючи» ті, які є хибними. Гравці заробляють бали за правильні відповіді, а найшвидший гравець заробляє додаткові бали. Перемагає гравець, який набрав найбільшу кількість очок.
- Fibbage XL (укр. «Брехалище XL» / «Маячниця XL») — гра призначена для 2–8 гравців і є доповненням до окремої гри, яку Jackbox Games випустили до набору з новими наборами запитань. У перших двох раундах гри кожен гравець вибирає одну з п'яти випадкових категорій, і незрозумілий факт представляється всім гравцям із пропущеним словом або фразою, щоб завершити його. Кожен гравець використовує свій локальний пристрій, щоб ввести ці пропущені слова; якщо вони введуть справжню правильну відповідь, їх попросять ввести щось інше, і якщо вони не зможуть ввести відповідь до закінчення таймера, вони можуть натиснути кнопку «збрехати за мене» та вибрати між двома згенерованими грою словосполученнями на вибір. Потім гра представляє всі відповіді, включаючи правильну, гравцям, які потім обирають правильну, на їхню думку, відповідь. Гравці нараховують бали за вибір правильної відповіді, але також можуть отримати бали, якщо інші гравці вибирають їхню відповідь, тому гравців заохочують давати, на перший погляд, правильні відповіді для своїх відповідей. Гравці втрачають бали за вибір неправильної відповіді, яку написала сама гра. У фінальному раунді, «The Final Fibbage», надається ще одне запитання, на яке всі гравці мають відповісти. Перемагає гравець, який набрав найбільшу кількість очок.

### The Jackbox Party Pack 2(2015)
«The Jackbox Party Pack 2» вийшов для Microsoft Windows, macOS, PlayStation 3, PlayStation 4 і Xbox One 13 жовтня 2015 року. Версія для Nintendo Switch була випущена 17 серпня 2017 року.
Містить наступні ігри:
- Fibbage 2 (укр. «Брехалище 2» / «Маячниця 2») — гра розрахована на 2–8 гравців. У порівнянні зі своїм попередником, Fibbage 2 представляє нові набори запитань і можливість для глядачів голосувати за відповіді, що може забезпечити додатковий приріст очок для гравців. Нова опція під назвою «Дефібрилятор» дозволяє гравцям видаляти всі відповіді, крім однієї, і правдивість вибору для одного запитання.
- Earwax (укр. «Звукач») — гра розрахована на 3–8 гравців. У кожному раунді суддя обирає одного гравця, який отримує вибір із п'яти підказок. Підказка надається іншим гравцям, і кожен отримує шість випадкових звукових ефектів. Потім кожен гравець вибирає по черзі два звукові ефекти як відповідь на підказку. Гравець-суддя вибирає, які комбіновані звуки є найбільш жартівливою чи слушною відповіддю, і цей вибраний гравець отримує бал. Перемагає той гравець, який першим набере три бали.
- Bidiots (укр. «Дурбеціон») — гра розрахована на 3–6 гравців. Це духовний наступник Drawful. Гравці починають із малювання зображень для випадково призначених категорій. Потім гравці використовують гроші в грі, щоб робити ставки на ці зображення, ніби на аукціоні мистецтва, намагаючись зробити найвищу ставку за зображення, яке відповідає певним категоріям. Гравець з найбільшою ставкою отримує зображення, а художник зображення заробляє гроші. Гравці можуть використовувати закрути (подібно до франшизи You Don't Know Jack), щоб змусити інших гравців робити ставки, і якщо у гравців закінчаться гроші, вони можуть взяти грабіжницьку позику, щоб спробувати конкурувати до кінця гри. Після виділеної кількості лотів (8 для 3 гравців, 10 для 4 гравців, 12 для 5–6 гравців) зображення, які купив гравець, принесуть йому більше грошей. Перемагає гравець з найбільшою кількістю грошей, якщо тільки один або більше гравців не візьмуть три грабіжницькі позики, що призведе до втрати грошей.
- Quiplash XL (укр. «Сміхрясь XL» / «Жартлист XL») — гра розрахована на 3–8 гравців. Jackbox Games випустили її як окрему гру до набору, і вона була включена в випуск цього набору разом із попереднім DLC (Quip Pack 1) і «понад 100 абсолютно новими підказками». У перших двох раундах гри кожен гравець отримує дві підказки, на які потрібно дати відповідь; підказки даються так, що кожну підказку бачать два гравці. Гравці дають смішну, на їхню думку, відповідь на кожне запитання. Потім усім гравцям і глядачам показується підказка та дві запропоновані відповіді. Вони голосують за відповідь, яку вважають найбільш дотепною. Очки нараховуються за відсоток голосів між двома гравцями, а бонусні бали нараховуються за можливий «quiplash», якщо вони забирають усі голоси. Введення ідентичних відповідей не приносить балів. У фінальному раунді «Останній хрясь» (англ. The Last Lash) усі гравці відповідають на однакову підказку та тричі голосують за найкращі відповіді з представлених. Перемагає гравець, який набрав найбільшу кількість очок.
- Bomb Corp. (укр. «Бомб Корп.») — гра для 1–4 гравців. Один гравець є працівником заводу з виробництва бомб, який повинен дезактивувати випадково запущені бомби, коли вони сходять з конвеєра, тоді як інші гравці є працівниками, які отримують різні набори інструкцій, щоб допомогти в деактивації. Інструкції є особливо тупими та потенційно суперечливими, що вимагає ретельного спілкування між гравцями.

### The Jackbox Party Pack 3(2016)
«The Jackbox Party Pack 3» було випущено протягом тижня, починаючи з 18 жовтня 2016 року, для Microsoft Windows, macOS, PlayStation 4, Xbox One, деяких пристроїв Android і Apple TV. Пізніше він був випущений на Nintendo Switch 13 квітня 2017 року. Версія для приставки X1 від Xfinity стала доступна в січні 2018 року.
Містить наступні ігри:
- Quiplash 2 (укр. «Сміхрясь 2» / «Жартлист 2») — гра розрахована на 3–8 гравців. Порівняно зі своїм попередником, у Quiplash 2 представлені нові підказки, можливість для гравця-хоста створювати нові підказки, можливість для хоста цензурувати гравців, функція «застереження щодо безпеки», яка включає можливість для гравця написати дотеп для них і нові раунди «Last Lash», які вимагають від гравців придумати значення заданої абревіатури, завершити підпис у коміксі або придумати щось розумне, використовуючи задане слово в підказці. На відміну від фінального раунду попередньої гри, тут кількість очок визначають медалі, які розподіляються між гравцями.
- Trivia Murder Party (укр. «Смертельні вечорниці» / «Вбивча вікторина») — гра розрахована на 1–8 гравців і має жартівливу тему трилера жахів (подібно до франшизи Пила). У кожному раунді міститься запитання вікторини з кількома варіантами відповіді, при цьому гравці заробляють гроші за правильну відповідь, а потім відбувається мінігра «поверх смерти» (англ. Killing Floor), якщо будь-який «живий» гравець неправильно відповів на запитання. Мінігра може коштувати життя одному чи кільком гравцям, які потім продовжать гру як привиди. Фінал починається, коли в живих залишається лише один гравець, і тепер усі гравці намагаються втекти вздовж темного коридору: кожне запитання містить три можливі відповіді на категорію, і кожен гравець визначає, які відповіді належать до нього. Гравець, який вцілів, бачить лише дві відповіді, що дає гравцям, що відстають, можливість взяти лідерство та втекти першими. Після дев'яти запитань проводиться жеребкування мінігри програшного колеса, якщо до фіналу залишилося більше одного живого гравця. Якщо лише один гравець залишається живим після того, як усі інші гравці померли за 5 або менше запитань, гравець повинен пережити ще два раунди, щоб дійти до фіналу. Але якщо останній гравець помре після того, як не вижив у мінігрі, гра закінчується для всіх.
- Guesspionage (укр. «Шпигадаш» / «Нашшпигунаш») — гра розрахована на 2–8 гравців і являє собою гру на вгадування відсотків. У перших двох раундах кожен гравець по черзі вгадує, який відсоток людей має певну якість або займається певною діяльністю, наприклад, пише текстові повідомлення за кермом. Якщо глядачів понад 5, вони опитуються перед раундом, щоб отримати ці відсотки, в іншому випадку використовуються попередні результати опитування Jackbox Games. Після того, як поточний гравець висловить припущення, інші активні гравці можуть розглянути, чи є вони вищими або нижчими за вгадане значення, у тому числі висловити думку, чи відхиляються вони більш ніж на певну суму. Очки нараховуються гравцям залежно від того, наскільки вони близькі, а іншим гравцям — залежно від вгадування «вище чи нижче». Очки також дають поточному гравцеві, який вгадав точний відсоток. У фінальному раунді дається одне запитання з 9 варіантами відповіді, і всі гравці мають вибрати три найпопулярніші відповіді, причому бали нараховуються залежно від популярності відповіді. Перемагає гравець, який набрав найбільшу кількість очок.
- Fakin' It (укр. «Надурисвіт» / «СимулянТИ!») — гра призначена для 3–6 гравців і є локальною багатокористувацькою грою, де кожен гравець має власний підключений пристрій. У кожному раунді випадковим чином обирається один гравець, який буде дурисвітом (англ. faker), і всі гравці, окрім дурисвіта, отримують інструкції, які передбачають певний тип фізичної дії, як-от підняття руки чи показ виразу обличчя. Дурисвіт не отримує цієї інформації, а замість цього він повинен з'ясувати в інших гравців, що робити. Потім кожен гравець намагається вгадати, ким був дурисвіт. Раунд закінчується, якщо дурисвіта правильно вгадають усі інші гравці. Або ж дурисвіта не викрито, після чого нараховуються бали, якщо хоча б один гравець правильно вгадає дурисвіта, усі вгадують правильно та/або якщо дурисвіт уникає захоплення в кожному завданні з відведеної кількості (3 для 4–6 гравців, 2 для 3 гравців). Після першого раунду гравці можуть вибрати будь-яку дію, яка їм подобається. Останнім раундом завжди є «Надіслати вам текстове повідомлення», де кожен гравець відповідає на кілька відкритих запитань, а дурисвіту даються різні запитання, відповіді на які можуть збігатися з запитаннями, заданими гравцям. (Наприклад, інших гравців можна запитати про позитивну рису в них самих, тоді як дурисвіта запитають, які риси вони б шукали в компаньйоні). Перемагає гравець, який набрав найбільшу кількість очок.

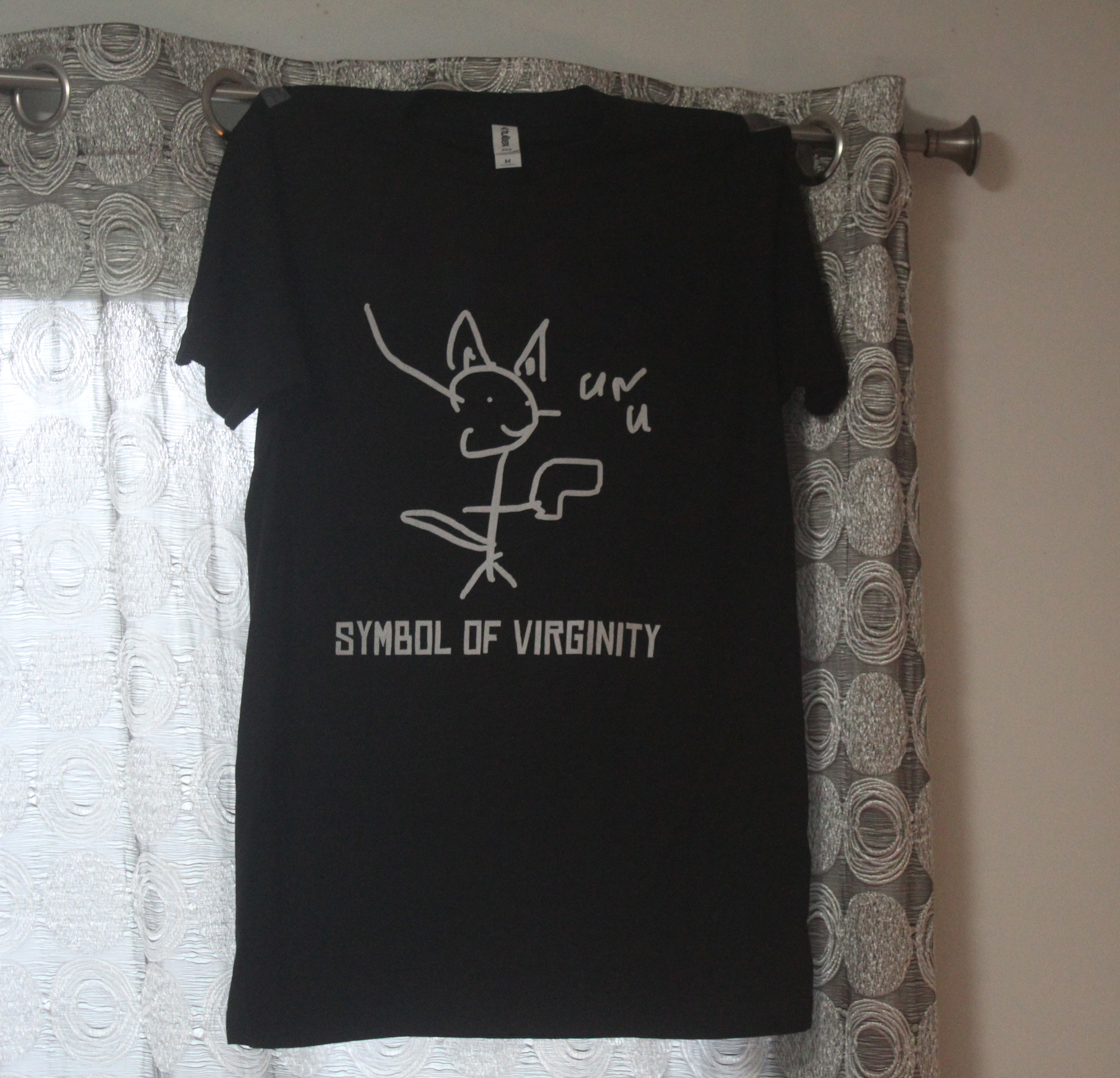
У Tee K.O. учасники створюють футболки та підписи для інших гравців. Після завершення гри учасники також можуть придбати сорочки безпосередньо в Jackbox Games.

- Tee K.O. (укр. «Футбол К.О.») — гра призначена для 3–8 гравців і є грою, яка базується на малюванні. Кожен гравець починає з малювання трьох зображень того, що забажає, хоча в грі є пропозиції, які можуть допомогти. Тоді кожен гравець має можливість ввести кілька коротких висловів або гасел. Згодом кожен гравець отримує два або більше випадкових малюнків і два або більше випадкових висловів, і він вибирає пару, яка найкраще підходить разом для футболки. Ці дизайни потім ставляться в битву за голосування сам на сам з усіма гравцями та глядачами, щоб визначити дизайн найкращої футболки та дизайн, який мав найдовшу смугу голосування. Якщо футболка отримує всі голоси, гравець, який намалював футболку, отримує «shirtality» (укр. «футболкаліті»). Проводиться другий тур жеребкування, написання гасел, створення пар і голосування. Дизайни-переможці з кожного раунду потім змагаються один з одним, щоб визначити остаточний дизайн-переможець. Після гри гравці можуть замовити ці футболки з принтом.

### The Jackbox Party Pack 4(2017)
«The Jackbox Party Pack 4» було випущено протягом тижня, починаючи з 17 жовтня 2017 року, для Microsoft Windows, macOS, PlayStation 4, Xbox One, Nintendo Switch, різних пристроїв Android і Apple TV. Версія для приставки X1 від Xfinity стала доступна в січні 2018 року.
Містить наступні ігри:
- Fibbage 3 (укр. «Брехалище 3» / «Маячниця 3») — гра розрахована на 2–8 гравців і є третьою грою в серії Fibbage. Гра включає нову взаємодію з аудиторією, дозволяючи їм додавати власну брехню до вибору та нові факти «Final Fibbage» із двома відсутніми словами чи фразами замість одного. Вона має новий окремий ігровий режим під назвою Fibbage: Enough About You, призначений для 3-8 гравців і замінює традиційні запитання гри запитаннями, що стосуються гравців. У першому раунді цього режиму гравці починають писати правду про себе, а потім інші гравці повинні написати неправду, а потім знайти правду про одного з гравців. Гравець, який написав правду про себе, отримує бали за кожного іншого гравця, який вгадав її правильно. У фінальному раунді цього режиму всі гравці мають написати правду та неправду про себе, а потім інші гравці мають знайти правдиве твердження про гравця[17].
- Survive the Internet (укр. «Вижити в інтернеті») — гра розрахована на 3–8 гравців і являє собою гру зі створеним користувачами вмістом, дія якої відбувається у вигаданій версії інтернету. У перших трьох раундах гравці отримують запитання, у якому висловлюється їх думка щодо теми. Їхня відповідь виривається з контексту та надсилається іншому гравцеві, якому потім кажуть визначити, на що була відповідь, ніби вони були на певному сайті, такому як соціальні мережі, форуми, вакансії та новини, намагаючись якнайгірше перекрутити відповідь. Потім усім гравцям і глядачам пропонуються пари оригінальних відповідей і вгаданої теми, і вони голосують за найсмішнішу пару. Кожен голос приносить велику кількість очок другому гравцеві, який перекрутив відповідь, і меншу кількість очок першому гравцеві, який дав відповідь. Якщо пара відповідей і вгадана тема набирають найбільшу кількість голосів, другий гравець, який перекрутив відповідь, отримує «найкращу просмажку» (англ. best burn) і більшу кількість бонусних балів, а перший гравець, який дав відповідь, отримує «найбільшу жертву» (англ. ultimate sacrifice) і меншу кількість бонусних балів. Останнім раундом завжди є «сайт для обміну фотографіями», де гравцям дають запитання з двома варіантами, а фотографія на основі вибраного ними вибору надсилається іншому гравцеві, який має прокоментувати це. Перемагає гравець, який набрав найбільшу кількість балів, «переживши інтернет».
- Monster Seeking Monster (укр. «Монстр шукає монстра») — гра розрахована на 3–7 гравців і має тему жахів, де кожен гравець є замаскованим монстром, який намагається піти на побачення з іншими гравцями. У кожному з шести раундів гравці починають з надсилання до чотирьох повідомлень іншим гравцям. Неігровий монстр, робот, якщо глядачів вимкнено для ігор для 3–4 гравців, генерує повідомлення одразу після того, як гравець надішле йому текстове повідомлення. Глядачі, якщо вони беруть участь, використовують підказки у стилі mad lib[en] для вибору фраз. Після цього кожен гравець вибирає ще одного гравця, з яким би зустрічався на основі цих відповідей. Якщо два гравці вибирають один одного, вони обидва отримують серце. Також враховуються додаткові бонуси та ефекти завдяки прихованій силі монстра. Відмова трапляється, коли два гравці вибирають інших гравців замість один одного, або якщо один або кілька гравців не вибирають нікого (вони також втрачають серце, якщо не вибирають жодного гравця на зустріч). Від кінця другого раунду форма монстра провідного гравця, чия форма монстра ще невідома, відкривається всім. Перемагає гравець із найбільшою кількістю сердець у кінці, якщо не виконано інших спеціальних умов щодо монстра гравця.
- Bracketeering (укр. «Жартурнір») — гра розрахована на 3–16 гравців і є грою в стилі турніру для шістнадцяти гравців, у яку грають у три раунди. У першому раунді гравцям пропонується подати найкращі або найсмішніші відповіді, які вони можуть. (Кількість відповідей: 2 для 3–4 гравців і 1 для 5–16 гравців). Ці відповіді випадковим чином розміщуються в турнірній сітці (8 для 3–8 гравців і 16 для 9–16 гравців). Потім гравцям дають один із матчів у турнірі та передбачають, яка відповідь виграє цей матч. Згодом кожен матч представляється всім гравцям і глядачам. Перемагає відповідь, яка набере найбільший відсоток голосів, причому відсоток, на який вона виграє, визначає те, скільки грошей у грі отримають ті гравці, які правильно вгадали результати матчу. Якщо дві, три чи чотири відповіді мають однакову кількість голосів, усі гравці мають натиснути на свій пристрій якнайшвидше, щоб підтримати свою відповідь. Наступні матчі використовують ці найкращі відповіді. Після фінального матчу гравець, який дав виграшну відповідь, отримує додатковий грошовий бонус. Другий раунд — це «сліпа група» (англ. blind bracket), де гравцям надається підказка, але групи базуються на іншій, пов'язаній підказці, яка використовує ці відповіді. Останній раунд — це «потрійна сліпа група», де змінюється підказка на кожному рівні групи. Перемагає гравець, який зібрав найбільше грошей.
- Civic Doodle (укр. «Громадська мазня» / «Місто фарб») — гра призначена для 3–8 гравців і є художньою грою, схожою на Drawful і Bidiots, у якій двоє гравців одночасно малюють один і той самий твір мистецтва. У перших двох раундах двом випадково вибраним гравцям надається початок дудла, і вони мають короткий час, щоб намалювати його; це робиться в режимі реального часу, дозволяючи іншим гравцям і глядачам надавати відгук про будь-який малюнок у формі попередньо вибраних емоджі. Після завершення таймера гравці та глядачі голосують за те, який малюнок кращий, при цьому очки нараховуються обом гравцям залежно від кількості голосів, які вони отримали, а також додатковий бонус у балах на основі голосів за емоджі. Згодом ще два гравці домальовують картинку, за яку проголосували найбільше. Після кількох матчів, залежно від кількості гравців у грі, не враховуючи глядачів, гравці мають запропонувати назву для зображення, за яке проголосували найбільше. Після цього гравці та глядачі голосують за свою улюблену назву. У фінальному раунді всім гравцям дають назву та початок дудла, і вони повинні намалювати елементи, які вимагає гра. Перемагає гравець, який набрав найбільшу кількість очок. Після гри гравці можуть розіграти безплатну гру або замовити сувеніри.

### The Jackbox Party Pack 5(2018)
«The Jackbox Party Pack 5» був випущений 17 жовтня 2018 року для PlayStation 4, Xbox One, Nintendo Switch, Microsoft Windows, macOS, Linux, Apple TV, iPad, Amazon Fire TV, Nvidia Shield TV та Xfinity X1.
Містить наступні ігри:
- You Don't Know Jack: Full Stream (укр. «А голову ти не забув? На повну») — гра призначена для 1–8 гравців і є найновішою ітерацією франшизи You Don't Know Jack. Гру оновили та додали такі ж функції, як і у більшості інших ігор Party Pack, включно з підтримкою до восьми гравців і глядацької зали. Оскільки тепер у грі як контролери можна використовувати що мобільні пристрої, то і комп'ютери, повернулися текстові запитання, як-от «брехливе питання» (англ. Gibberish Question), з'являються нові та класичні типи запитань.
- Split the Room (укр. «Розділи кімнату») — сценарна гра для 3–8 гравців. У перших двох раундах гравцям пропонується гіпотетичне рішення з пропозицією заповнення пропусків. Потім гравці намагаються заповнити пропуск таким чином, щоб, коли запитання буде представлено іншим гравцям, відповіді «так» чи «ні» «ділили кімнату», причому за рівний розподіл відповідей гравцям дається більша кількість балів. Останній раунд, який завжди є «вирішальним виміром» (англ. Decisive Dimension), дає підказки з двома варіантами, де перший уже внесено. Гравці дають другу відповідь, а всі інші обирають варіант. Перемагає гравець, який набрав найбільшу кількість очок.
- Mad Verse City (укр. «Місто шалених рим») — гра розрахована на 3–8 гравців, і тут гравці використовують гігантських роботів, щоб перемогти суперників у реп-батлі. У кожному раунді гравцям кажуть, кого вони намагаються перевершити, і вони використовують свій пристрій, щоб заповнити різні підказки, які їм надаються. Коли один гравець закінчить «читати реп», він може вибрати будь-яку дію на своєму пристрої. Потім гра читає кожен реп за допомогою синтезу мовлення, і коли два гравці змагаються в репі, інші гравці мають вибрати реп, який вони вважають найкращим. Гроші в грі нараховуються за відсоток голосів між двома гравцями, і можливий грошовий бонус «чайові» (англ. cheer) надається, якщо вони наберуть усі голоси. Перемагає гравець, який набрав найбільше грошей[20].
- Zeeple Dome (укр. «Купол Зіпол») — гра розрахована на 1–6 гравців. Гравці змагаються на бойовій арені прибульців, Zeeple Dome, щоб знищити прибульців. Гра заснована на фізиці, і гравці кидають своїх персонажів через рівні гри, працюючи разом, щоб перемогти ворогів і отримати бонуси для своєї команди. Коли кожного ворога переможено, за рівні нараховуються гроші[21].
- Patently Stupid (укр. «Творимо патенти») — гра розрахована на 3–8 гравців і являє собою гру розв'язання проблем, винахідництва та фінансування. У першому турі гравці індивідуально записують задачі, які необхідно вирішити. Вони випадковим чином розподіляються між гравцями, які потім мають можливість намалювати та назвати винахід для розв'язання цієї проблеми. Потім гравці можуть представити свій винахід іншим гравцям (використовуючи власний голос або дозволивши презентацію грі). Потім інші гравці використовують ігрові гроші для фінансування винаходу. Винаходи, які перевищують мінімальне фінансування, дають винахіднику бонус. У фінальному раунді один гравець повинен вибрати задачу, яку мають вирішити всі гравці. Перемагає гравець, який набрав найбільше грошей.

### The Jackbox Party Pack 6(2019)
«The Jackbox Party Pack 6» було анонсовано в березні 2019 року під час PAX East і випущено 17 жовтня 2019 року для PlayStation 4, Xbox One, Nintendo Switch, Microsoft Windows, macOS, Linux, Apple TV, iPad, Amazon Fire TV, Nvidia Shield TV і Xfinity X1. Версія для Google Stadia стала доступна з 21 грудня 2021 року.
Містить наступні ігри:
- Trivia Murder Party 2 (укр. «Смертельні вечорниці 2» / «Вбивча вікторина 2») — гра для 1–8 гравців. Це продовження Trivia Murder Party і має подібний формат, події відбуваються в готелі. Окрім нових запитань, він містить нові мініігри «поверху смерти» (зокрема Quiplash), спеціальні предмети, які можуть допомогти або завадити здатності гравців вижити, а також бар'єр на виході з фіналу, де гравці мають правильно відповісти на запитання, перш ніж вони можуть втекти (провідний гравець тепер бачить третю відповідь на бар'єрі). Крім того, глядачі також є гравцем, тоді як у першій Trivia Murder Party вони були окремою сутністю.
- Role Models (укр. «Аналіз ролі») — гра для 3–6 гравців. Гравці спочатку голосують за одну з п'яти категорій, а потім намагаються підібрати інших гравців (включаючи себе) до одного з предметів цієї категорії. Бали нараховуються між гравцями, якщо будь-який з їхніх матчів є фаворитом більшості в групі, і додаткові очки можна виграти, якщо гравець позначив свою відповідь як «впевнений на 99 %» і була правильною. Якщо два або більше суб'єктів є рівними або одному гравцеві інші не призначили роль, гравці проведуть експеримент у грі. Перемагає гравець, який набрав найбільшу кількість очок.
- Joke Boat (укр. «Жартоплав») — гра розрахована на 3–8 гравців, у ньому гравці жартують на основі вибраного списку слів, видуманих гравцями на початку гри. Під час перших двох раундів жартів гравцям надається початок підказки жарту з пропущеним словом, яке вони вибирають із випадкового вибору слів для мозкового штурму. Потім вони закінчують жарт. Після цього гравці можуть розказати свій жарт (або використовуючи власний голос, або дозволивши це грі), по двоє одночасно. Потім інші гравці та глядачі голосують за кращого з двох. Очки нараховуються за кількість голосів між двома гравцями, і можливий бонус «розбив його» (англ. crushed it) нараховується, якщо один гравець забирає усі голоси. У фінальному раунді гравці беруть за основу наявний жарт і намагаються переписати його краще. Перемагає гравець, який набрав найбільшу кількість очок.
- Dictionarium (укр. «Словникаріум») — гра розрахована на 3–8 гравців і передбачає створення фальшивого словника. Гра також може давати гравцям фальшиве слово або фальшивий сленг як підказку. Гра проводиться в три раунди. У першому раунді гравці створюють визначення та голосують за свого фаворита. Кожен голос приносить бали гравцеві, який написав визначення. У другому турі гравці створюють нове слово чи фразу як синонім, а потім голосують за те, що їм подобається. Кожен голос приносить бали гравцеві, який написав синонім. У фінальному раунді гравці створюють речення, використовуючи слово чи фразу, а потім голосують за улюблене. Кожен голос приносить бали гравцеві, що написав це речення. Перемагає гравець, який набрав найбільшу кількість очок.
- Push The Button (укр. «Тисни на кнопку») — гра призначена для 4–10 гравців і відбувається на космічному кораблі, де один або кілька гравців були призначені інопланетянами, а інші гравці-люди повинні викинути прибульців до закінчення часу. У кожному раунді один гравець визначає дію на кораблі (наприклад, малювання чи написання відповіді на запитання) і обирає номер іншого екіпажу для участі. Призначені гравці-люди отримують одні підказки, а гравці-інопланетяни отримують інші, що, ймовірно, спричинить деяку плутанину. Показуються результати, і гравці мають час визначити, чи здається якась відповідь підозрілою. У пізніших раундах гравці-інопланетяни мають «гаки», які вони можуть використати, щоб отримати правильну підказку людини або натомість надіслати підказку прибульця людині. У будь-який момент до закінчення таймера один гравець може «натиснути кнопку» та вибрати іншого гравця чи навіть кількох гравців, яких він вважає інопланетянами. Потім усі інші гравці голосують, підтримують вони це чи ні. Для того, щоб гравці були викинуті, має бути прийнято одноголосне голосування. Якщо голосування провалилося, гра продовжується. Якщо голосування вдалось, гра показує, правильні чи неправильні були припущення. Гравці-інопланетяни виграють, якщо хтось із гравців проголосує проти людини або жоден із гравців не натисне кнопку до закінчення часу.

### The Jackbox Party Pack 7(2020)
«The Jackbox Party Pack 7» вийшов 15 жовтня 2020 року для PlayStation 4, Xbox One, Nintendo Switch, Microsoft Windows, macOS, Linux, Apple TV, iPad, Amazon Fire TV, Nvidia Shield TV і Xfinity X1. Версія для Google Stadia стала доступна 7 грудня 2021 року.
Містить наступні ігри:
- Quiplash 3 (укр. «Сміхрясь 3» / «Жартлист 3») — гра розрахована на 3–8 гравців. Це третя гра в серії Quiplash. Тут фірмовий фінальний раунд гри, «The Last Lash», замінений на «Thriplash» (укр. Трихрясь), де замість того, щоб усі гравці відповідали на однакові підказки, кожна пара гравців отримує лише одну підказку замість зазвичай двох, але потрібно відповісти трьома окремими відповідями. Ведучий гратиме з гравцем, який займає останнє місце, якщо в грі непарна кількість гравців. Двовимірний дизайн гри також було замінено глиняною анімацією.
- The Devils and the Details (укр. «Дияволи й деталі» / «Дияволи в дрібницях») — гра для 3–8 гравців. Гравці стають родиною дияволів, які намагаються працювати разом, щоб завершити список повсякденних справ у певних сценаріях (наприклад, під час відвідування родича), причому кожне успішне завдання нараховує бали до чистого результату протягом одного з трьох днів епізоду. Багато справ вимагають вербального спілкування від одного гравця до іншого, що може призвести до плутанини. Оскільки гравці є дияволами, вони змагаються один з одним. Вони можуть виконувати «егоїстичні» домашні справи, які дають додаткові бали гравцеві, який їх виконав, але також створюють лічильник егоїзму, тому інші гравці повинні зупинити цього гравця у виконанні егоїстичних домашніх справ. Коли лічильник егоїзму заповнений, це створює сімейну надзвичайну ситуацію (наприклад, затоплений підвал, пожежа на кухні або відключення електроенергії), знижуючи загальну планку балів і ускладнюючи успішне завершення одного дня. Якщо день закінчується так, що смуга сімейних результатів досягає цільового результату, гра продовжується на наступний день. Якщо гра завершується, коли сімейна шкала результатів не досягає цільового результату ні в перший, ні в другий дні, тоді VIP-гравець повинен або повторити день, або вийти з гри після невдалого дня. Третій день, однак, є викликом. Якщо день закінчується так, що смужка сімейних результатів не досягає цільового балу, епізод буде закінчено лише остаточними оцінками та виконаними деякими завданнями (цього дня повторних спроб немає). Якщо день закінчується, коли всі завдання виконані, а смужка результатів сім'ї досягає цільового балу, то переможець отримає приз після гри.
- Champ'd Up (укр. «ЧемпіонАРТ») — гра розрахована на 3–8 гравців. Гравці починають зі створення власних чемпіонів і претендентів за допомогою інтерфейсу малювання з незвичайними іменами та навичками, подібними до футболок Tee K.O. Потім творіння гравців протиставляються, і глядачі голосують за найкраще у кожному раунді залежно від того, наскільки персонаж підходить для певної категорії. Гроші в грі нараховуються за відсоток голосів між гравцями, які стали чемпіонами/претендентами, і грошовий бонус «Champ'd Up» надається, якщо вони отримають усі голоси. Перемагає гравець, який набрав найбільше грошей. Існує також карткова гра під назвою Champ'd Up: Slam Down, яку можна придбати після гри.
- Talking Points (укр. «Мова слайдів» / «На пальцях») — гра для 3–8 гравців. Кожна особа починає зі створення трьох тем для презентацій, а потім вибору однієї з трьох на своїх пристроях. Потім одній людині, як ведучому, показують низку слайдів із текстом і зображеннями, які вони бачать уперше, і вона має використовувати власний голос, щоб провести повноцінну презентацію і справити враження на аудиторію, яка голосує своєю реакцією. Інші учасники гри діють як помічники доповідача, щоб вибрати наступний слайд, який доповідач побачить із випадкового вибору, що може або допомогти, або збити доповідача. Бали нараховуються доповідачу залежно від кількості реакцій аудиторії, графіка та асистента. Гравці також можуть написати коментар до презентації. Потім усі гравці називають нагороду, яку вони вручатимуть. Перемагає гравець, який набрав найбільшу кількість очок. У грі також є режим безплатної гри.
- Blather 'Round (укр. «Густі балачки») — гра розрахована на 2–6 гравців. Стиль гри дуже схожий на шаради, де гравці повинні вибрати місце, історію, річ або людину для опису за допомогою речень. Поки один гравець підказує, що він вибрав, за допомогою фіксованих речень, інші гравці повинні спробувати вгадати, що описує ведучий. Бали нараховуються ведучому та тим, хто правильно вгадав обране слово, а також тим, хто зробив корисну підказку. Перемагає гравець, який набрав найбільшу кількість очок.

### The Jackbox Party Pack 8(2021)
«The Jackbox Party Pack 8» вийшов 14 жовтня 2021 року для PlayStation 4, PlayStation 5, Xbox One, Xbox Series X/S, Nintendo Switch, Microsoft Windows, macOS, Linux, Apple TV, iPad, Amazon Fire TV, Nvidia Shield TV і Xfinity X1. Версія для Google Stadia стала доступна з 16 листопада 2021 року.
Містить наступні ігри:
- Drawful: Animate (укр. «Малювач: Анімач») — гра призначена для 3–10 гравців і є третьою грою в серії Drawful. Основною особливістю є те, що гравці створюють анімацію з двох кадрів, а не один статичний малюнок. Інші додаткові функції включають три кольори для малювання та можливість подвоїти припущення один раз за раунд, що присуджує подвійні бали, якщо припущення правильне, але якщо неправильне, то подвійні бали присуджуються гравцеві, який написав фальшиву відповідь. Також додано «режим друга» (англ. friend mode), який містить підказки щодо гравців[27].
- Wheel of Enormous Proportions (укр. «Колесо надзвичайних масштабів») — гра розрахована на 2–8 гравців і є грою-вікториною, яку проводить колесо-всезнавець. На початку гри гравці пишуть душевне запитання, на яке колесо має відповісти. Потім гравці повинні заробити частки, змагаючись у раунді дрібниць із трьох запитань, кожне з яких починається з двох часток. Гравці, які набрали високі результати, виграють частку, а найкращий виграє додаткову частку. Типи запитань: вибір відповідей із набору з дванадцяти, зіставлення відповідей з аналогами, вгадування, що думає колесо на основі наданих підказок, написання відповідей або надання числової оцінки. У третьому питанні найефективніший гравець виграє частку сили, яка може поширюватися на колесо, і коли вона потрапляє на нього, колесо дає змогу зіграти в мінігру, яка може вплинути на результати, наприклад, обмін балами між двома гравцями. Під час раунду обертання гравці кладуть свої частки на колесо та по черзі обертають його, заробляючи очки, коли колесо потрапляє на вибране ними місце. Кількість здобутих очок збільшується, коли колесо обертається більше, і очки розподіляються між гравцями, які вибрали той самий слот. Обертовий раунд закінчується, коли Spin Meter заповнюється, і починається новий раунд вікторин. Коли гравець досягає 20 000 очок, будь-які бали, які гравець отримує за допомогою колеса, дозволяють йому обертати Колесо переможця, яке визначає його переможцем у грі. Потім колесо відповідає на запитання, яке переможець написав на початку гри[28].
- Job Job (укр. «Справна справа») — гра призначена для 3–10 гравців і являє собою гру із запитаннями про роботу. На початку кожного раунду гравці відповідають на кілька запитань-криголамів будь-яким способом. Після цього всі відповіді перемішуються між гравцями, де мета полягає в тому, щоб відповісти на запитання співбесіди, використовуючи лише слова з відповідей криголама та самого запитання. Питання для інтерв'ю та дві надані відповіді потім порівнюються, і гравці та глядачі голосують за свою улюблену відповідь. Очки нараховуються через відсоток голосів між двома гравцями, а бонусні бали нараховуються гравцям, чиї слова були використані у виграшній відповіді або якщо їх виграшна відповідь містить слова трьох різних гравців. У фінальному раунді замість питань інтерв'ю гравці створюють короткі відповіді про себе, відповідаючи на ті самі два твердження. Перемагає гравець, який набрав найбільшу кількість очок[29].
- The Poll Mine (укр. «Питальні копальні») — гра розрахована на 2–10 гравців. Гравці діляться на дві команди шукачів пригод, яких запроторила в печеру зла відьма. Щоб втекти, усі гравці відповідають на опитування з восьми варіантів у порядку переваги. Після цього кожна команда по черзі відкриває одні з дверей, кожні з яких позначені відповіддю з опитування. У першому раунді команди знаходять три найпопулярніші відповіді, а в другому — 2, 3 і 4 найпопулярніші відповіді. Кожна правильна відповідь приносить команді факел, але неправильна відповідь призводить до втрати факела. Під час останнього раунду гравці повинні відкрити двері від найменш популярних до найбільш популярних. Під час цього раунду смолоскипи не здобуваються, але наявні факели все одно втрачаються через неправильний вибір дверей. Коли команда втрачає свій останній факел, інша команда повинна вибрати правильні двері, щоб усунути їх і виграти гру. Коли всі правильно відкривають усі двері, виграє команда, у якої залишилося більше факелів. Однак, якщо обидві команди втратять усі свої факели, гра закінчується для всіх. У грі також є режим стримера, де одна команда складається з гравців, а інша — з глядачів, які вибирають двері більшістю голосів[30].
- Weapons Drawn (укр. «Мальовниче вбивство») — гра призначена для 4–8 гравців і є соціальною дедуктивною грою[en]. Кожен грає роль групи детективів і вбивць, які відвідують вечірку. Гравці витягають два знаряддя вбивства, що містять літеру з їхнього імені, які вони повинні сховати, і назвати спільника, якого вони приведуть у гості. Потім гравці намагаються вбити спільників, з'ясувавши, хто, на їхню думку, запросив їх у гості. У разі успіху одне зі знарядь вбивства винуватця залишають на місці події. Для довідки, у грі показано одну зброю, витягнуту кожним гравцем. Гравці голосують між двома справами, щоб розкрити їх, і намагаються разом проаналізувати знаряддя вбивства та голосувати за того, хто, на їхню думку, скоїв злочин. Під час останнього раунду гравці у швидкій послідовності вгадують кожне нерозкрите вбивство, що залишилося, а вбивця отримує бали за кожного детектива, якого вони обдурять. Очки нараховуються за запрошення співучасників, які отримують велику кількість спроб вбивства, успішно ухиляються від визнання винуватцями та правильно знаходять винних в інших вбивствах. Перемагає гравець, який набрав найбільшу кількість очок[31].

### The Jackbox Party Starter(2022)
Особливий комплект «The Jackbox Party Starter» вийшов 30 червня 2022 року. Він містить три раніше випущені ігри: Quiplash 3 (укр. «Сміхрясь 3» / «Жартлист 3»), Tee K.O. (укр. «Футбол К.О.») та Trivia Murder Party 2 (укр. «Смертельні вечорниці 2» / «Вбивча вікторина 2»). Усі три гри було оновлено новими функціями, такими як модерація та субтитри. Крім того, додано переклади на додаткові мови, зокрема французьку, німецьку, італійську та іспанську (європейську та американську).

### The Jackbox Party Pack 9(2022)
«The Jackbox Party Pack 9» був випущений 20 жовтня 2022 року.
Містить наступні ігри:
- Fibbage 4 (укр. «Брехалище 4» / «Маячниця 4») — гра розрахована на 2–8 гравців і є четвертою грою в серії Fibbage. У грі є нові тематичні епізоди, нові фінальні раунди з двома фактами та запитаннями, наданими шанувальниками Jackbox Games перед релізом гри[34].
- Roomerang (укр. «Квартиранг») — гра розрахована на 4–9 гравців і присвячена реаліті-шоу[35]. Гравці беруть на себе ролі персонажів із визначальною рисою та мають давати відповіді, які відповідають цій рисі, а також працювати з рисами інших персонажів. Гравець з найбільшою кількістю відповідей виграє раунд і отримує перевагу в наступному вибуванні. Вибулі гравці втрачають деякі очки, але повертаються в гру з новою рисою. Перемагає гравець, який набрав найбільшу кількість очок після п'яти раундів.
- Junktopia (укр. «Сміттєтопія») — гра розрахована на 3–8 гравців. Гравці вибирають один цікавий предмет із трьох випадкових предметів, купують цей предмет за гроші, які їм надають на початку. Гравці можуть спробувати поторгуватися, але це може призвести до негативних наслідків і змусити їх заплатити більше, ніж початкова ціна. Потім вони повинні дати фальшиву назву та історію цим об'єктам, а потім спробувати продати їх іншим гравцям за найбільшу суму грошей порівняно з предметами інших гравців[36].
- Nonsensory (укр. «Нонсенітниця») — гра розрахована на 3–8 гравців і є невимушеною грою в написання, малювання та вгадування. Гравці повинні вгадати, який відсоток або за шкалою від 1 до 10, як текстова відповідь або малюнок, зроблений іншим гравцем, базується на наданій підказці. Гравці отримують бали залежно від того, наскільки близько вони до відповіді[37].
- Quixort (укр. «Швидкосорт») — гра розрахована на 1–10 гравців і пропонує гравцям підказку, за якою гравці будуть сортувати відповіді, наприклад «тварини за кількістю ніг». Потім відповіді представлені у вигляді падучих блоків, які гравці повинні спробувати розмістити в належному порядку. У гру грають команди, але окрема гра у цьому комплекті, Quixort Forever, дозволяє одному гравцеві або одній команді спробувати просунутися якомога далі[38].

### The Jackbox Party Pack 10(2023)
8 лютого 2023 року Jackbox Games оголосили про випуск десятого «The Jackbox Party Pack» наприкінці 2023 року. Реліз відбувся 19 жовтня 2023 року.
Містить наступні ігри:
- Tee K.O. 2 (укр. «Футбол К.О. 2») — призначений для 3–8 гравців і є продовженням Tee K.O.. У порівнянні з попередником Tee K.O. 2 має нові та покращені інструменти для малювання, і тепер малюнки можна друкувати на гуді чи майці з чотирма різними шрифтами для гасел. Одяг змагається в турнірній таблиці з одним з переможців з обох раундів. У другому раунді гравці також можуть змінити дизайн на інший малюнок, який вони зможуть використовувати для свого одягу. У фінальному раунді гравцям потрібно безперервно тапати по одязі, який має виграти. Як і у випадку з Tee K.O., гравці можуть замовити друк власних робіт після гри[41].
- Timejinx (укр. «Час див») — розрахована на 1–8 гравців вікторина, присвячена концепції подорожей у часі. У перших трьох раундах гравці отримують «місію» повернутися в роки, коли відбувся момент в історії. Гравці накопичують бали за те, наскільки далеко вони були від року. Після виконання трьох «місій» гравці беруть участь у «побічних місіях», щоб отримати можливість знизити свій рахунок. У «TimeHop» гравці повинні злитися з трьома різними вечірками, дія яких відбувається в різні десятиліття, відповідаючи відповідною відповіддю. У «TimeLoop» гравці двічі поспіль відповідають на одні й ті самі два запитання та мають вибір залишитися при попередній відповіді або змінити її. У «TimeFix» гравцям показано дві історичні події, які були «змінені», і їм потрібно вибрати правильну відповідь, щоб виправити безлад. За кожну правильну відповідь віднімається певний відсоток балів гравців. Іноді під час другого та третього раундів спрацьовує сигнал, який сповіщає про те, що самозванець втік, або локацію було змінено, і гравці повинні знайти правильну відповідь як ще одну можливість знизити свої бали. У фінальному раунді гравці подорожують у майбутнє, де їм потрібно вгадати точний рік, коли відбувся момент в історії, і додати його до загальної кількості років, протягом яких відбудеться майбутня подія. Що ближче гравець до майбутнього року, то більше очок він отримує зі свого рахунку. Перемагає гравець, який набрав найменшу кількість балів[42].
- FixyText (укр. «Текст-о-прав») — розрахована на 3–8 гравців. Мета полягає в тому, щоб гравці створювали хаотичні відповіді на текстові повідомлення, які надсилаються ведучому. Гравці діляться на дві групи та отримують шаблон для друку. Під час фази введення гравці можуть переміщати курсор по повідомленню, але не можуть повертатися назад або видаляти свої повідомлення, роблячи будь-які залишені ними слова постійними. Після завершення введення тексту голос зачитує все повідомлення, а гравці, які не друкують, голосують за те, які слова їм найбільше подобаються. Перемагає гравець, який набрав найбільшу кількість очок після трьох раундів[43].
- Dodo Re Mi (укр. «Додо Ре Мі») — призначена для 1–9 гравців і є ритмічною грою, присвяченою птахам. На відміну від попередніх ігор від Jackbox Games, у Dodo Re Mi можна грати якомога більше раундів. Гравці можуть вибрати добірку пісень у суспільному доступі, або 32 пісні з попередніх видань Jackbox Party Pack. Гравці розблоковують більше пісень, досягаючи цілей у грі, або можуть вибрати розблокувати всі пісні за допомогою опції в налаштуваннях. Після вибору пісні гравці обирають інструмент, кожен з яких має власну групу мелодій і рівень складності. Після початку пісні гравці синхронізують свій пристрій із екраном гри, коли ведучий вигукує «Tap Tap Tap». Після того як кожен зіграє свої ноти, гравці потрапляють до «м'ясоїдної рослини, яка любить музику», і кожна нота, яку гравець зіграє правильно, живить рослину. Якщо гравці успішно надають рослині до п'яти зірок, група виживає, але якщо вони не досягають цієї мети, рослина з'їдає групу. Залежно від результатів гравців, вони також можуть досягти золотого статусу за допомогою пісні. Потім організатор має можливість повторити пісню, перейти до нової пісні або завершити сеанс. Коли оргіназітор вирішує завершити гру, гравцям показуються результати: гравець, який має найдовші комбо, гравець на останньому місці та гравець, який виграв з найбільшою кількістю очок[44].
- Hypnotorious (укр. «Гіпнотерія») — розрахована на 4–8 гравців і являє собою соціальну гру, що відбувається під час театрального шоу. На початку гри ведучий «гіпнотизує» гравців і призначає таємну особу, яка відповідатиме таємній категорії. Потім вони дають цим гравцям запитання, на яке вони повинні будуть відповісти під своїм таємний ім'ям. Після показу відповідей гравці повинні класифікувати себе в одну з трьох банок (дві, якщо гравців лише чотири) і спробувати знайти, чи відповідають вони один одному. Після відповідей на три запитання ведучий показує, що серед групи є «чужинець» (англ. Outlier), чиї відповіді не відповідають жодній із категорій, і що навіть «чужинець» не знає, що він «чужинець». Якщо гравці одноголосно впіймають «чужинця», вони заробляють очки, але якщо гравці помиляються, «чужинець» отримує очки. Після звинувачення розкриваються категорії та особи, і якщо гравці успішно групуються, вони заробляють очки. Перемагає гравець, який набрав найбільшу кількість очок після двох раундів[45].

### The Jackbox Megapicker(2024)
The Jackbox Megapicker — це безкоштовна програма, випущена в Steam 29 липня 2024 року, яка дозволяє користувачам запускати будь-яку гру з будь якого комплекту Party Pack, який має користувач, без необхідності запускати сам комплект, а також надає функції пошуку та новин від Jackbox Games.

### The Jackbox Survey Scramble(2024)
Survey Scramble — це самостійна гра, яка працює аналогічно до інших ігор з комплектів і базується на вгадуванні популярності відповідей на запитання опитування, заснована на грі Poll Mine з «The Jackbox Party Pack 8». Гра має кілька режимів, зазвичай гравці поділяються на команди, які спільно визначають відповіді на опитування та набирають очки. Опитування в грі є динамічними, усі відповіді гравців збираються та використовуються для коригування даних опитування з часом.

### The Jackbox Naughty Pack(2024)
Зробивши перерву у випуску комплектів у 2024 році, Jackbox Games анонсували «The Jackbox Naughty Pack», який вийшов 12 вересня 2024 року. Він містить три ігри, які розроблені на основі контенту для дорослих. Розробники заявили, що їхня аудиторія вже деякий час просила ігри, розроблені на основі жартів та взаємодій для дорослих.
Містить наступні ігри:
- Fakin’ It All Night Long — це соціальна гра на дедукцію, яка є продовженням Fakin' It з «The Jackbox Party Pack 3»[49]. Вона містить нові категорії та режим «віддаленої гри» для гри на трансляціях[49].
- Dirty Drawful — четверта гра в серії Drawful, що містить «пікантні підказки», систему емоцій та кнопку «скасувати»[50].
- Let Me Finish — гра у форматі дебатів. Гравцям дають зображення та питання для дорослих, яке вони мають обговорити та проілюструвати[49].

### The JackboxParty Pack 11(2025)
Одинадцята ітерація «The Jackbox Party Pack» запланована до випуску в 2025 році і знову складатиметься з п'яти ігор, серед яких: змагальна вікторина, гра на написання жартів, гра на малювання, гра на звукові ефекти та гра на соціальну дедукцію.

## Оцінки та відгуки
Jackbox Games заявили, що продажі зросли на 1000 % з березня по травень 2020 року, у перші три місяці після початку пандемії COVID-19. Попри те, що після цього продажі знизилися, компанія заявила, що її база гравців все одно зросла, подвоївшись зі 100 мільйонів гравців у 2019 році до 200 мільйонів до жовтня 2020 року через тяглу пандемію.
PC Gamer відмітили, що «ігри Jackbox Games — це ідеальний спосіб перемогти локдаун». Wired поставили комплекти «The Jackbox Party Pack» на рівні із Fall Guys і Among Us, популярними безсюжетними іграми під час пандемії, оскільки вони допомагали уникнути «культурної травми», спричиненої пандемією.